# ミヤコーバス石巻営業所
ミヤコーバス石巻営業所（ミヤコーバスいしのまきえいぎょうしょ）は、宮城県石巻市東中里一丁目1-1にあるミヤコーバスの営業所。統合前は宮交石巻バスの本社営業所であった。

## 沿革
- 1923年（大正12年）6月20日 - 桜井きく経営の乗合自動車開業（石巻市 - 広淵村（現石巻市）。
- 1924年（大正13年）9月3日 - 金華山軌道が石巻市 - 渡波町（現石巻市）などに乗合自動車開業。
- 1926年（昭和2年）1月1日 - 鈴木吉助が牡鹿自動車設立、石巻市 - 鮎川村（現石巻市）に乗合自動車開業。
- 1931年（昭和6年）- 飯野川貸切設立。
- 1932年（昭和7年）12月6日 - 清水自動車商会開業（石巻市 - 広淵村（現石巻市））。
- 1935年（昭和10年）
  - 2月12日 - 都築自動車が飯野川貸切を買収。
  - 4月25日 - 都築自動車が牡鹿自動車を買収。
- 1940年（昭和15年）5月3日 - 金華山軌道、鉄道線廃止でバス専業となり、金華山自動車に社名変更。
- 1939年（昭和14年）8月15日 - 三陸自動車が都築自動車および桜井きく経営の自動車を買収。
- 1940年（昭和15年）9月26日 - 三陸自動車が清水自動車商会を買収。
- 1944年（昭和19年）10月31日 - 仙北鉄道と三陸自動車が合併、仙北鉄道石巻営業所となり、石巻市仲町（現・中央三丁目）に移転。
- 1945年（昭和20年）6月4日 - 仙北鉄道が金華山自動車を買収。
- 1947年（昭和22年）8月22日 - 鮎川駐在所設置。
- 1949年（昭和24年）5月1日 - 雄勝駐在所（女川管理）設置。
- 1951年（昭和26年）
  - 8月1日 - 尾崎駐在所（飯野川管理）設置。
  - 11月7日 - 石巻営業所改築。
- 1952年（昭和27年）12月15日 - 車庫棟改築。
- 1954年（昭和29年）1月1日 - 室浜駐在所（矢本管理、宮戸島）設置。
- 1956年（昭和31年）
  - 3月1日 - 水沼駐在所設置。
  - 12月1日 - 広渕駐在所設置。
- 1957年（昭和32年）9月 - 船越駐在所（女川管理）設置。
- 1962年（昭和37年）2月15日 - 営業所を石巻市東中里（現在地）に移転、旧営業所は石巻案内所となる。
- 1964年（昭和39年）4月14日 - 社名を宮城バスに改称、宮城バス石巻営業所となる。
- 1965年（昭和40年）6月15日 - 白浜駐在所（飯野川管理）設置。
- 1970年（昭和45年）10月1日 - 宮城バス・宮城中央バス・仙南交通の3社が合併、宮城交通設立。宮城交通石巻営業所となる。
- 1994年（平成6年）3月15日 - 夜行高速バス「ポーラスター」を国道45号線経由で石巻まで延長。担当が仙台営業所から石巻営業所に変更。
- 1997年（平成9年）9月30日 - 室浜線（小野駅前 - 室浜）、三陸線（飯野川 - 柳津駅前）廃止。
- 1998年（平成10年）
  - 8月1日 - 特急バス仙台 - 石巻線運行開始（1日4往復）。
  - 10月1日 - 宮交石巻バス株式会社 設立。
- 2000年（平成12年）- 石巻案内所廃止、窓口業務は石巻駅前に移転。停留所名を中央三丁目に改称。
- 2004年（平成16年）
  - 3月31日 - 牡鹿町内線（鮎川港 - 寄磯）廃止。
  - 4月17日 - 夜行高速バス「ポーラスター」の仙台 - 石巻間廃止により、担当を仙台南営業所に移管。
- 2005年（平成17年）3月31日 - 稲井線（石巻駅前 - 水沼）廃止。
- 2007年（平成19年）1月1日 - 各地域子会社の統合に伴い、ミヤコーバス石巻営業所となる。
- 2008年（平成20年）
  - 1月31日 - 観光貸切バス事業から完全撤退。
  - 3月31日 - 十三浜線、雄勝線廃止。
  - 4月1日 - 広渕線を日赤病院経由で前谷地駅前まで延長し、河南線に名称変更。佐沼線（豊里車庫 - 上品の郷）を区間変更し、桃生線に改称。
- 2010年（平成22年）
  - 3月31日 - 桃生線、女川線（指浜 - 雄勝明神間）廃止。
  - 10月1日 - 河南線を途中延長し石巻支援学校前に乗入れ。
- 2011年（平成23年）
  - 2月 - 現在使用中の事務所竣工。
  - 3月11日 - 東北地方太平洋沖地震（東日本大震災）発生。日頃から車両の避難訓練を実施しており、津波到来までに営業所に駐車中の全車を市営霊園に避難させたため車両面での被害はなかったが、津波に伴う旧北上川氾濫により事務所1階部分が浸水。従業員が中に入れたのは5日後だった。その後は避難させたバスの一部を事務所代用として運行を継続。
- 2015年（平成27年）12月6日 - 特急仙台石巻・女川線において、ICカード乗車券「icsca」を導入。
- 2018年（平成30年）10月1日 - 利用状況や石巻市の公共交通政策等を踏まえ、路線再編を実施[1]。
- 2019年（平成31年／令和元年）
  - 4月1日 - 当営業所管内の一般路線バスにおいて、ICカード乗車券「icsca」を導入[2]。
  - 5月18日 - 新内海橋架替工事による道路改築に伴うダイヤ改正。中央三丁目バス停を廃止、立町通りバス停を新設[3]。
- 2020年（令和2年）9月11日 - 内海橋架け替えに伴い、一部路線の経路を変更。蛇田線を石巻あゆみ野駅南に延伸[4]。
- 2021年（令和3年）6月21日 - 石巻市開成に開館した石巻市総合文化施設（マルホンまきあーとテラス）での催事開催にあわせ、この日より同年9月12日までの予定で、石巻市内特定区間一日乗車券（大人600円）の発売を開始。また、特急仙台石巻線、石巻専修大学線の臨時直行便や石巻市内周遊線を期間内の土休日（石巻専修大学線の直行便は日祝のみ）とお盆期間（8月13日 - 8月16日）に限り運行開始（実際の運行は同年6月26日から）[5]。

## 事業所
- 石巻営業所
  - 宮城県石巻市東中里一丁目1-1
- 石巻駅前案内所
  - 宮城県石巻市鋳銭場9-1

### 廃止事業所
- 石巻案内所
  - 宮城県石巻市中央三丁目
  - 2000年廃止、中央三丁目停留所に改称。
  - 仙北鉄道石巻営業所が起源
- 女川車庫
  - 宮城県牡鹿郡女川町宮ケ崎字宮ケ崎65-9
  - 折り返し待機のみ。以前は車両を留置し現地出勤（電話点呼）で対応していたが、現在は石巻営業所から回送による送り込みになっている。待合室も使われていない。
- 飯野川車庫
  - 宮城県石巻市相野谷飯野川町208-1
  - 折り返し待機のみとなり旧建屋は解体されたが、簡易トイレと待合室が設置されている。
- 鮎川車庫
  - 宮城県石巻市鮎川浜湊川51（牡鹿公民館前バス停）
  - 鮎川港行のバスが折り返し待機する場所になっていた。東日本大震災の津波で破壊され、2015年5月現在建物は残っていない。
- 鮎川待合所（鮎川大町）
  - 宮城県石巻市鮎川浜北28
  - 旅館（休業中）の1階部分を窓口及び待合室としていた。こちらも東日本大震災の津波により破壊され、2015年5月現在建物は残っていない。
- 雄勝車庫
  - 宮城県石巻市雄勝町下雄勝三丁目32
  - 2008年4月より使用されなくなった。2009年1月現在、建屋は解体され資材置場になっている。
- 大須車庫（大須浜）
  - 宮城県石巻市雄勝町大須船隠1-5
  - 2008年4月より路線移管され使用されなくなった。
- 矢本車庫
  - 東松島市矢本中田229-3

## 高速バス所管路線
- 特急仙台石巻線
  - この他、新宿と石巻を結んでいた広瀬ライナー号の京王電鉄バス担当便の乗務員・車両の昼間待機場所が当所に指定されていた（2018年9月2日まで。宮城交通担当便は仙台南営業所へ回送）。

## 路線バス所管路線
河南線 （旧広渕線）
- 石巻駅前 - 蛇田 - イオンモール石巻 - 石巻支援学校前  - しらさぎ台北 - 広渕上 -  河南総合支所
  - 2017年（平成29年）10月1日 - 河南地区の経路を変更、遊楽館・齋藤氏庭園入口・前谷地駅前の各バス停を廃止[6]。
  - 2018年（平成30年）10月1日 - 路線再編に伴い、日赤病院経由の系統を廃止。また、始発を石巻営業所から石巻駅前に変更[1]。

 河北線 （旧三陸線）
- 石巻あゆみ野駅 - のぞみ野四丁目 - イオンモール石巻 - 日赤病院 - 谷地中前 - 鹿又駅前 - 二子団地 - 上品の郷 - 飯野川
  - 2018年（平成30年）10月1日 - 路線再編に伴い、旧三陸線（後述）の代替として運行開始[1]。

 石巻専修大学線 （旧開北線）
- 石巻駅前 - 石巻営業所 - 開北橋 - 石巻商業高校入口 - 総合運動公園 - 石巻専修大学 - ルネッサンス館 - 飯野川
  - 2018年（平成30年）10月1日 - 旧河北町内の一部経路を変更（ビッグバン経由を廃止）[1]。

 山下門脇線 （旧石巻市内線）
- 石巻駅前 - 山下二丁目 - 日本製紙前 - 門脇五丁目 - いしのまき元気市場 - 石巻駅前
  - 2011年の東日本大震災以降、石巻市内線（門脇先回り）は運休していた。
  - 2017年（平成29年）8月7日 - 門脇地区の経路を変更[7]。
  - 2018年（平成30年）10月1日 - 日中の便がいしのまき元気市場に乗り入れ開始[1]。
  - 2023年（令和5年）10月1日 - 門脇先回りの運行を再開[8]。

 中里線 
- 石巻駅前 - 石巻営業所 - 中里二丁目 - 新境町 - 向陽町三丁目 - イオンモール石巻 - のぞみ野四丁目 - 石巻あゆみ野駅
  - 2018年（平成30年）10月1日 - 終点を日赤病院から石巻あゆみ野駅に変更[1]。

 石巻免許センター線 
- 石巻駅前 - 山下二丁目 - 上野町 - 大街道新橋 - 石巻運転免許センター - 石巻西高校 - 石巻あゆみ野駅 - のぞみ野四丁目 - イオンモール石巻 - 日赤病院
  - 2017年（平成29年）1月30日 - 石巻あゆみ野駅と復興住宅団地「のぞみ野団地」への乗り入れに伴い、運行経路と時刻を変更[9][10]。
  - 2018年（平成30年）10月1日 - 石巻駅前 - 石巻運転免許センター - イオンモール石巻 - 日赤病院間の運行となり、循環運行を終了[1]。

 女川線 
- 石巻駅前 - 湊町二丁目 - 栄田 - 渡波駅前 - 女川駅前 - 女川運動公園前
  - 2008年と2010年に一部区間を廃止している（後述）。
  - 2011年の東日本大震災以降、終点を女川日水前から女川運動公園に変更。また、女川町中心部から先、指ヶ浜までの運行を休止。
  - 2015年（平成27年）3月21日 - 新女川駅開業に伴い女川町内の運行経路を変更[11]。
  - 2020年（令和2年）9月11日 - 内海橋架け替えに伴い、往復とも内海橋経由となる[4]。

 鹿妻線 
- 石巻駅前 - （いしのまき元気市場 -） 湊町二丁目 - 鹿妻 - さくら町東 - イオンスーパーセンター石巻東店
  - 2017年（平成29年）10月1日 - 運行開始[6]。
  - 2018年（平成30年）10月1日 - 日中の便がいしのまき元気市場に乗り入れ開始[1]。
  - 2020年（令和2年）9月11日 - 内海橋架け替えに伴い、往復とも内海橋経由となる[4]。

 鮎川線 
- 石巻駅前 - 湊町二丁目 - 栄田 - 渡波駅前 - 万石橋 -（サンファンパーク - ）蛤浜 - 月浦 - 荻浜 - 大原 - 牡鹿公民館前 - 鮎川港
- イオンスーパーセンター石巻東店 - 渡波駅前 - 万石橋 -（サンファンパーク - ）蛤浜 - 月浦 - 荻浜 - 大原 - 牡鹿公民館前 - 鮎川港
  - 2011年の東日本大震災以降、終点が鮎川港（金華山フェリーのりば）から手前の牡鹿公民館に変更されていたが、2012年1月10日から鮎川港までの運行に戻った。
  - 2018年（平成30年）10月1日 - 日中の便がイオンスーパーセンター石巻東店発着に変更[1]。
  - 2020年（令和2年）9月11日 - 内海橋架け替えに伴い、往復とも内海橋経由となる[4]。

 石巻日赤線 （旧日赤渡波線）
- 石巻駅前 - 蛇田 - （イオンモール石巻 - ）向陽町三丁目 - 日赤病院
  - 土曜・日曜・祝日運休。
  - 2018年（平成30年）10月1日 - 旧日赤渡波線の石巻駅前以西を石巻日赤線として運行開始[1]。
  - 2023年（令和5年）10月1日 - 日中の便をイオンモール石巻経由とする[8]。

 蛇田線 
- （いしのまき元気市場 - ）石巻駅前 - 蛇田 - イオンモール石巻 - のぞみ野四丁目 - 石巻あゆみ野駅 - 石巻西高校 - 石巻運転免許センター - 石巻あゆみ野駅南
  - 2018年（平成30年）10月1日 - 河南線のイオンモール石巻発着便を石巻あゆみ野駅に延伸する形で運行開始[1]。
  - 2020年（令和2年）9月11日 - 石巻あゆみ野駅 - 石巻あゆみ野駅南間延伸[4]。

 石巻渡波線 
- 石巻駅前 - 石巻営業所 - 湊町二丁目 - 栄田 - 渡波駅前 - イオンスーパーセンター石巻東店
  - 2019年（令和元年）10月1日 - 運行開始。平日のみ1日3往復[12]。

 石巻市内周遊線 
- 石巻駅前 → 総合運動公園前 → いしのまき元気いちば → 門脇五丁目 → いしのまき元気いちば → 石巻駅前
  - 2021年（令和3年）6月21日 - この日から同年9月12日までの土日祝日（および8月13日 - 8月16日のお盆期間）限定で運行開始[5]。

## 廃止路線
女川町内線 
- 女川日水前 - 女川海岸 - 高白 - 塚浜 - 小屋取
  - 2006年（平成18年）9月30日 - 廃止。

 十三浜線 
- 上品の郷 - 飯野川 - 白浜 - 相川 - 神割崎入口
  - 2008年（平成20年）3月31日 - 廃止。翌日より石巻市北上地区住民バス（運行受託：松山観光バス）に移管。

 雄勝線 
- 飯野川 - 赤柴 - 鳥屋森 - 尾の崎
- 飯野川 - 釜谷入口 - 雄勝 - 立浜 - 大須浜
  - 2008年（平成20年）3月31日 - 廃止。翌日より石巻市河北地区住民バス（運行受託：富士観光・富士タクシー（尾の崎系統）、雄勝タクシー・やまたけタクシー（大須浜系統））に移管。

 女川線 
- 明神 - 名振 - 船越 - 大須浜
  - 2008年（平成20年）3月31日 - 廃止（路線縮小）。翌日より石巻市雄勝地区住民バス（運行受託：雄勝タクシー・やまたけタクシー）に移管。
- 指ヶ浜 - 雄勝公民館 - 雄勝 - 明神
  - 2010年（平成22年）3月31日 - 廃止。翌日より女川駅前起点の住民バスに移管。

 桃生線 
- 桃生総合支所 - 五十五人 - 上品の郷 - 飯野川
  - 2008年（平成20年）4月1日 - 佐沼線（豊里車庫 - 上品の郷）を区間変更し、桃生線に改称。運行担当を佐沼営業所→石巻営業所に変更。
  - 2010年（平成22年）3月31日 - 廃止。翌日より住民バスに移管。
  - 土曜・日曜・祝日は全便運休であった。

 三陸線 ◎
- 石巻営業所 - 石巻駅前 - 新境町 - 日赤病院 - 本鹿又 - 鹿又駅前 - 大谷地農協前 - 上品の郷 - ビッグバン - 飯野川
  - 2018年（平成30年）10月1日 - 廃止[1]。

 日赤渡波線 
- 石巻駅前 → 石巻営業所 → 湊町二丁目 → 石巻女子商業高校前 → 渡波仲町 → 渡波駅前 → 石巻女子商業高校前 → 湊町二丁目 → 石巻駅前（ここ止まりの便あり） → 蛇田 → 日赤病院
- 日赤病院 → 蛇田 → 石巻駅前 → 石巻営業所 → 湊町二丁目 → 石巻女子商業高校前 → 渡波仲町 → 渡波駅前 → 石巻女子商業高校前 → 湊町二丁目 → 石巻駅前
- 日赤病院 - 蛇田 - 石巻駅前 - 石巻営業所
  - 2018年（平成30年）10月1日 - 廃止[1]。

 渡波線 
- 石巻駅前 - （石巻営業所→） 湊町二丁目 - 鹿妻 - 原 - 渡波駅前
  - 土曜・日曜・祝日は全便運休であった。代車運行時を除き小型車（三菱ふそう・エアロミディMJ）で運行していた。
  - 2017年（平成29年）10月1日 - この日より石巻駅前行も（他路線と同様）内海橋経由（石巻営業所を経由しない）となる。
  - 2018年（平成30年）10月1日 - 廃止[1]。

### 運行受託路線
石巻市「荻浜地区住民バス」

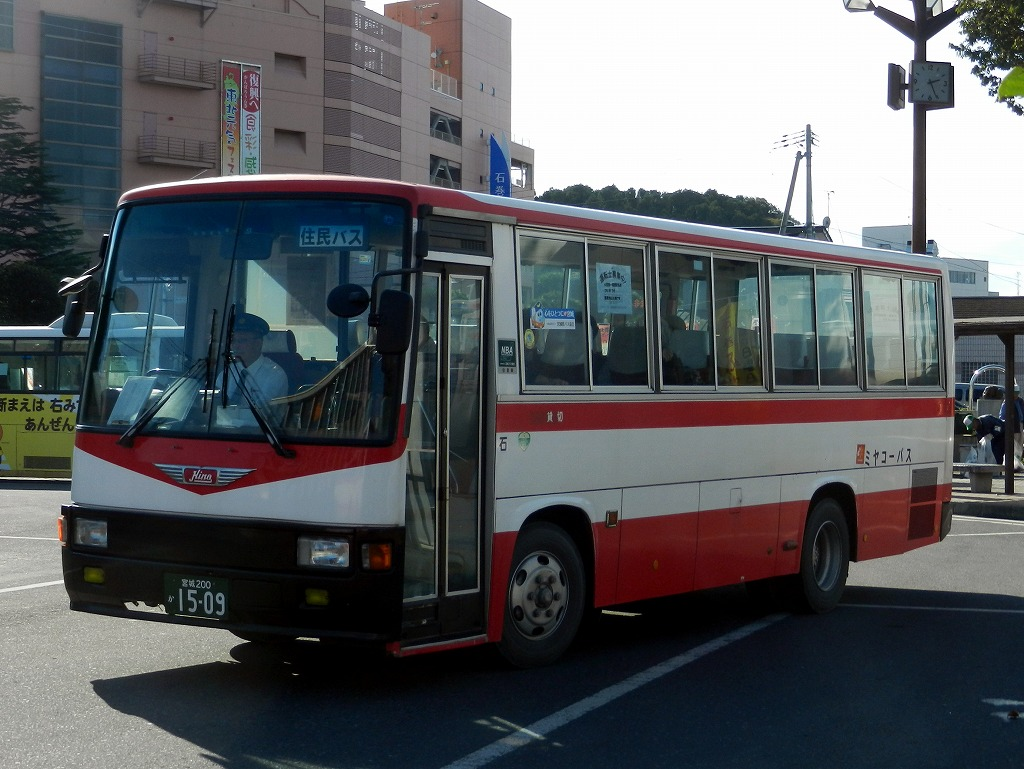
荻浜地区住民バス

- 日赤病院 - 石巻駅前 - 石巻女子商業高校前 - 万石橋 - 小竹浜 - 折浜 - 蛤浜 - 荻浜 - 東浜小学校前 - 福貴浦
  - 荻浜地区住民バス運行協議会がバス運行を企画し、2019年3月31日までミヤコーバスに運行委託していた。
  - 一部区間では鮎川線と同じルートを走っている。
  - 東日本大震災発生前までは利用対象者が協議会加入者に限定され、一般客の乗車はできなかったが、2011年12月の運行再開からは1乗車100円均一として一般客の乗車もできるようになった。
  - 2019年4月1日より委託者が畳石観光に変更され、これに伴い元日以外毎日1日2往復の運行から月・水・金曜日の平日のみ1日1往復に減便され、さらに福貴浦を基準とするダイヤに改められたことから、石巻市街側から住民バスを利用してその日のうちに福貴浦まで往復することはできなくなった。また1乗車100円均一を改め、200～500円の区間制運賃が導入されている[13]。

 石巻仮設住宅循環線 
- 石巻駅前 - 石巻営業所 - 水明郵便局 - 開北橋 - ルネッサンス館 - 総合運動公園前 - 日赤病院 - 蛇田 - 石巻駅前
  - 2011年（平成23年）9月1日運行開始（平日のみ運行）。1乗車100円均一。
  - 仮設住宅の解消に伴い、2019年（令和元年）9月30日の運行をもって路線廃止[14]。

## 車両
特急仙台石巻線では三菱・日野・いすゞが使用され、宮城交通（本体）からの移籍車のほか、新車も投入されている。
一般路線バスは2019年9月末時点ではすべて中型バスと小型バスで運行され、三菱・日野・いすゞの3メーカーの車両が在籍している。2010年代前半は震災復興支援のため都営バスから移籍した日野中型車が主力となっていたが、その後は経年のため置き換えられ、名鉄バス・京王バス・立川バスから移籍した車両や自社発注の車両が中心の陣容となっている。また日野の1台は震災復興支援のため神姫バスから移籍した中型ノンステップ車で、社名を書き換えた以外は車両内外とも神姫時代のままで使用されている。

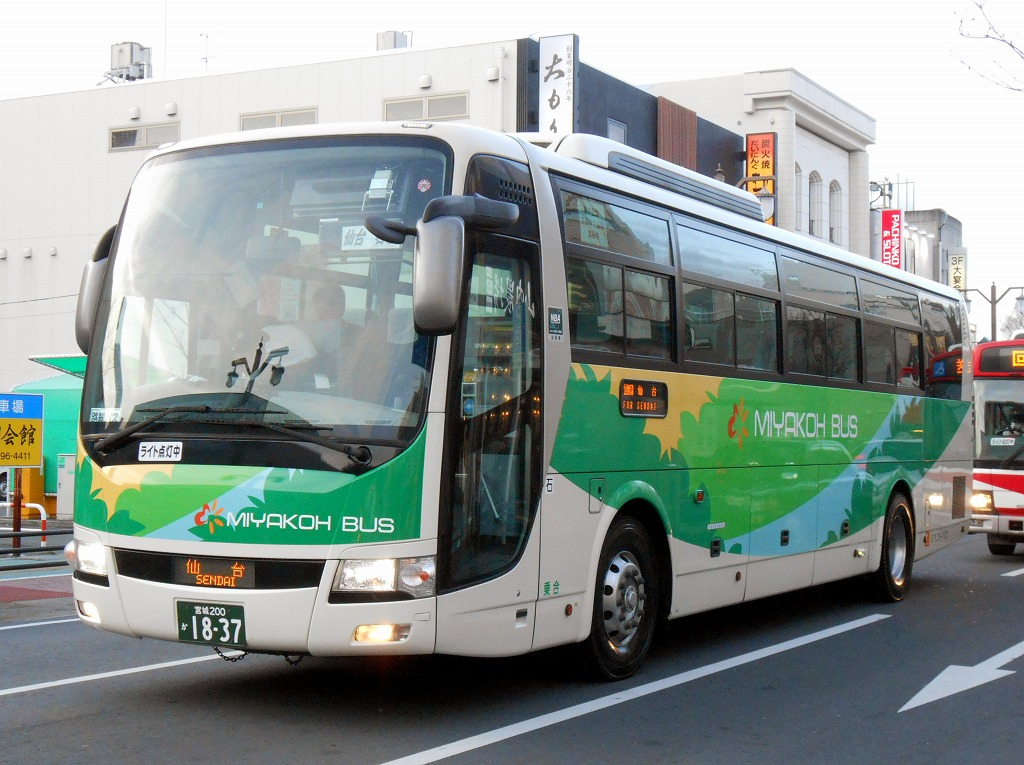
特急仙台石巻線で使用される車両（宮城交通からの転籍車両）
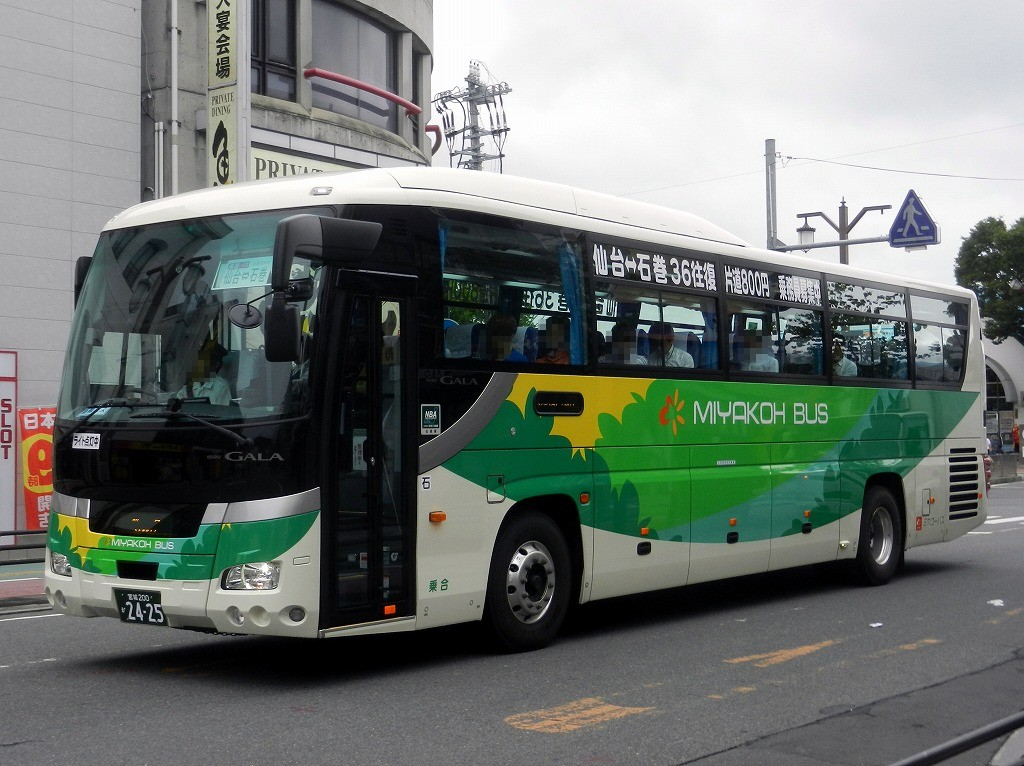
同（新車として配属された車両）
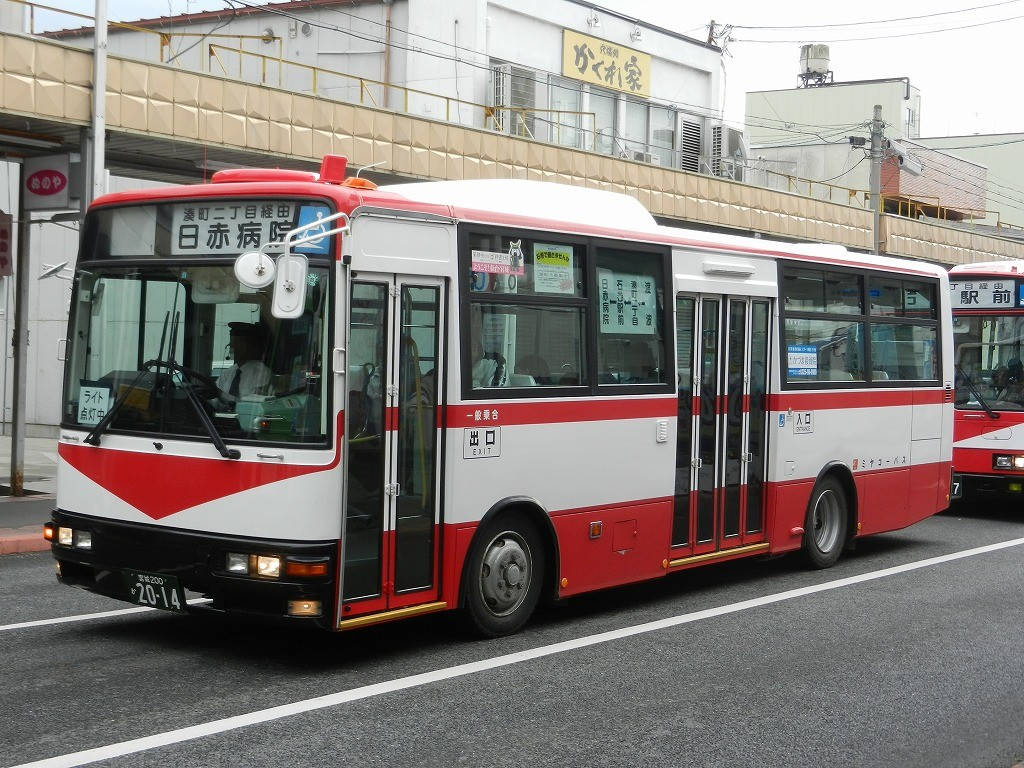
京王バスからの移籍車両
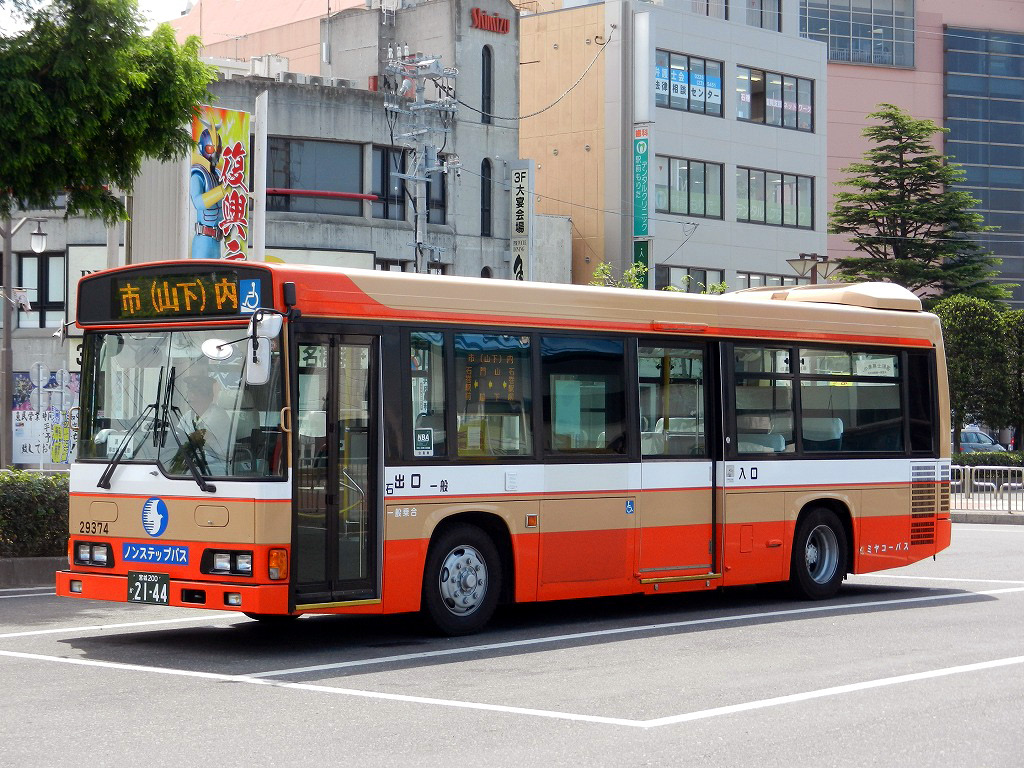
神姫バスからの移籍車両

## 参考資料
- 全国乗合自動車総覧（1934年、鉄道省）
- 仙北鉄道社史（1959年、仙北鉄道社史編纂委員会）
- 宮城バス社史（1970年、宮城バス社史編纂委員会）
- 宮城交通設立10周年記念乗車券、シリーズVI宮城交通沿革と旧各社社章（1981年、宮城交通）